# Eduard Hauser
Eduard Hauser (22 de junio de 1895 - 16 de julio de 1961) fue un general alemán en la Wehrmacht durante la II Guerra Mundial quien comandó la 13.ª División Panzer. Recibió la Cruz de Caballero de la Cruz de Hierro con Hojas de Roble.

## Biografía
Nacido en Baviera en 1895, Hauser se unió al ejército del Imperio alemán en 1914 como Fahnen-junker (oficial cadete) y sirvió en el 17.º Regimiento de Infantería Bávaro durante la I Guerra Mundial. Como oficial en el Heer (Ejército) de la Wehrmacht, estuvo en el personal del XIX Cuerpo del Generalleutnant Heinz Guderian durante la invasión de Polonia antes de recibir el mando del 18.º Regimiento Panzer en 1940. Su nuevo mando era parte de la recién formada 18.ª División Panzer y participó en la Operación Barbarroja al año siguiente y en las subsiguientes batallas a lo largo del centro del frente oriental.
A finales de 1941, Hauser, con el rango de Oberst (coronel), recibió el mando del 25.º Regimiento Panzer, de la 7.ª División Panzer. Esta también servía en el frente oriental pero ahora el invierno había comenzado. Las bajas y el desgaste mecánico fueron altos en la división; en cierto punto, el regimiento de Hauser solo tenía cinco tanques operativos y la mayoría de personal luchaba como infantería. Durante este periodo recibió la Cruz de Caballero de la Cruz de Hierro. En mayo de 1942, la división fue retirada a Francia para su recuperación y reequipamiento.
El 1 de septiembre de 1943, Hauser fue elegido como comandante de la 13.ª División Panzer, asumiendo el relevo de Hellmut von der Chevallerie quien había sido herido. La división había estado muy involucrada en el combate en Ucrania, liderando una ruptura cuando esta, junto con la 336.ª División de Infantería y la 15.ª División de Campo de la Luftwaffe, fueron rodeados por fuerzas soviéticas. Hauser lideró la división en más combates en el sector hasta ser herido a finales de diciembre de 1943. Había sido promovido a Generalmajor ese mismo mes.
Mientras se recuperaba de sus heridas, Hauser recibió la Cruz de Caballero de la Cruz de Hierro con Hojas de Roble por su servicio con la 13.ª División Panzer. Ascendido a Generalleutnant, retornó al frente oriental como comandante de lo que fue designado Division. Stab 605 z.b.V. (Personal Divisional de Propósitos Especiales 605), informalmente conocida como Kampfgruppe Hauser, en junio de 1944. Como parte del 4.º Ejército, esta operó en el sector de Prusia Oriental hasta abril de 1945.
Después de la guerra, Hauser retornó a Baviera y se estableció en la ciudad de Garmisch.

## Condecoraciones
- Cruz de Hierro (1914) 2.ª Clase & 1.ª Clase[8]
- Cruz de Hierro (1939) 2.ª Clase & 1.ª Clase[8]
- Cruz de Caballero de la Cruz de Hierro el 4 de diciembre de 1941 como Oberst (coronel) y comandante del 25.º Regimiento Panzer[5]
- Hojas de Roble de la Cruz de Caballero, el 25 de enero de 1944 como Generalmajor (mayor general) y comandante de la 13.ª División Panzer[7]